# Lista dos campeões de duplas do NXT
Esta lista de campeões de duplas do NXT reúne os atletas que obtiveram este título de luta livre profissional disputado no NXT, território de desenvolvimento da WWE. Foi criado em 2013 como parte de uma reformulação para transformar o programa de um reality show em uma subsidiária da WWE. Para isso, em junho de 2012 a empresa encerrou a Florida Championship Wrestling (seu antigo território de desenvolvimento), desativando todos os títulos ativos e movendo todos os empregados para o NXT no processo.
Enquanto um campeonato individual foi criado para os lutadores em agosto daquele ano, o título de duplas foi introduzido apenas em 23 de janeiro de 2013, com um torneio de oito equipes sendo criado para coroar os primeiros campeões. Na final, realizada em 31 de janeiro, Adrian Neville e Oliver Grey, conhecidos coletivamente como British Ambition, derrotaram a Wyatt Family (Luke Harper e Erick Rowan) para conquistarem o cinturão.
Em 27 de julho de 2025, havia 39 reinados entre 31 times compostos por 62 campeões individuais e três vagas. The Undisputed Era como grupo tem mais reinados com três, enquanto individualmente, o membro do grupo Kyle O'Reilly tem mais reinados, também com três. Os campeões inaugurais foram British Ambition (Adrian Neville e Oliver Grey). A equipe com o reinado mais longo é The Ascension (Conor O'Brian/Konnor e Rick Victor/Viktor), que manteve o título por 364 dias, enquanto o reinado mais curto pertence a Mustache Mountain (Tyler Bate e Trent Seven), que manteve o título por 2 dias. No entanto, devido a atrasos nas fitas, que são as datas que a WWE reconhece para a história do Campeonato de Duplas do NXT, eles reconhecem que o reinado de The Ascension foi de 343 dias e que o reinado de Mustache Mountain foi de 22 dias; A WWE reconhece o segundo reinado de MSK como o mais curto, com 6 dias (5 dias de acordo com o histórico de títulos). Tyler Bate foi o campeão mais jovem com 21 anos, enquanto Bobby Fish foi o mais velho com 42.
Hank Walker e Tank Ledger são os campeões atuais em seu primeiro reinado, tanto como equipe quanto individualmente. Eles conquistaram o título ao derrotar os campeões anteriores, Nathan Frazer e Axiom, no Stand & Deliver em 19 de abril de 2025, em Paradise, Nevada.

## História

### Reinados
| Nº                  | Ordem dos reinados                                                                                    |
| Nome do lutador (#) | O número representa os reinados individuais de um lutador quando este é diferente do reinado da dupla |
| Reinado             | O número de reinados para o conjunto específico de lutadores listados                                 |
| Evento              | O evento promovido pela respectiva promoção em que os títulos foram conquistados                      |
| —                   | Usado para reinados vagos para não contá-lo como um reinado oficial                                   |
| +                   | Indica que o reinado atual está mudando diariamente                                                   |

| Nº       | Nome da dupla (Nome dos lutadores)                                             | Reinados | Data                    | Dias com o título | Local                        | Evento                        | Notas | Ref.          |
| -------- | ------------------------------------------------------------------------------ | -------- | ----------------------- | ----------------- | ---------------------------- | ----------------------------- | --- | ------------- |
| WWE: NXT |                                                                                |          |                         |                   |                              |                               | |               |
| 1        | British Ambition (Adrian Neville e Oliver Grey)                                | 1        | 31 de janeiro de 2013   | 91                | Winter Park, Flórida         | NXT                           | Derrotaram The Wyatt Family (Luke Harper e Erick Rowan) na final de um torneio de oito equipes para se tornarem nos campeões inaugurais. Bo Dallas substituiu Grey enquanto este estava lesionado. Exibido em 13 de fevereiro de 2013. | [ 4 ] [ 7 ]   |
| 2        | The Wyatt Family (Luke Harper e Erick Rowan)                                   | 1        | 2 de maio de 2013       | 49                | Winter Park, Flórida         | NXT                           | Derrotaram Adrian Neville e Bo Dallas para conquistarem o título. Exibido em 8 de maio de 2013. | [ 8 ] [ 9 ]   |
| 3        | Adrian Neville (2) e Corey Graves                                              | 1        | 20 de junho de 2013     | 84                | Winter Park, Flórida         | NXT                           | Exibido em 17 de julho de 2013. | [ 10 ] [ 11 ] |
| 4        | The Ascension (Conor O'Brian/Konnor e Rick Victor/Viktor)                      | 1        | 12 de setembro de 2013  | 364               | Winter Park, Flórida         | NXT                           | Exibido em 2 de outubro de 2013. Eles mudaram seus nomes de ringue em 10 de novembro de 2013. | [ 14 ] [ 15 ] |
| 5        | The Lucha Dragons (Kalisto e Sin Cara)                                         | 1        | 11 de setembro de 2014  | 126               | Winter Park, Flórida         | NXT TakeOver: Fatal 4-Way     | | [ 16 ]        |
| 6        | Wesley Blake/Blake e Buddy Murphy/Murphy                                       | 1        | 15 de janeiro de 2015   | 219               | Winter Park, Flórida         | NXT                           | Exibido em 28 de janeiro de 2015. Eles mudaram seus nomes de ringue para Blake e Murphy em 13 de fevereiro de 2015. | [ 18 ] [ 19 ] |
| 7        | The Vaudevillains (Aiden English e Simon Gotch)                                | 1        | 22 de agosto de 2015    | 61                | Nova Iorque, Nova Iorque     | NXT TakeOver: Brooklyn        | | [ 20 ]        |
| 8        | The Revival (Dash Wilder e Scott Dawson)                                       | 1        | 22 de outubro de 2015   | 162               | Winter Park, Flórida         | NXT                           | Exibido em 11 de novembro de 2015. | [ 21 ] [ 22 ] |
| 9        | American Alpha (Chad Gable e Jason Jordan)                                     | 1        | 1 de abril de 2016      | 68                | Dallas, Texas                | NXT TakeOver: Dallas          | | [ 23 ]        |
| 10       | The Revival (Dash Wilder e Scott Dawson)                                       | 2        | 8 de junho de 2016      | 164               | Winter Park, Flórida         | NXT TakeOver: The End         | | [ 24 ] [ 25 ] |
| 11       | #DIY (Johnny Gargano e Tommaso Ciampa)                                         | 1        | 19 de novembro de 2016  | 70                | Toronto, Ontário, Canadá     | NXT TakeOver: Toronto         | Foi uma luta de duas quedas. | [ 26 ]        |
| 12       | The Authors of Pain (Rezar e Akam)                                             | 1        | 28 de janeiro de 2017   | 203               | San Antonio, Texas           | NXT TakeOver: San Antonio     | | [ 27 ]        |
| 13       | SAnitY (Eric Young, Alexander Wolfe e Killian Dain)                            | 1        | 19 de agosto de 2017    | 102               | Nova Iorque, Nova Iorque     | NXT TakeOver: Brooklyn III    | Young e Wolfe venceram o título. Dain também foi reconhecido como campeão pela regra Freebird. | [ 28 ]        |
| 14       | The Undisputed Era (Bobby Fish, Kyle O'Reilly e Roderick Strong)               | 1        | 29 de novembro de 2017  | 202               | Winter Park, Flórida         | NXT                           | Eric Young e Killian Dain representaram a SAnitY. Exibido em 20 de dezembro de 2017. Fish e O'Reilly venceram o título e foram originalmente campeões como uma dupla, mas depois que Fish se lesionou, Strong também foram reconhecidos como campeão pela regra Freebird. | [ 29 ] [ 30 ] |
| 15       | Moustache Mountain (Tyler Bate e Trent Seven)                                  | 1        | 19 de junho de 2018     | 2                 | Londres, Inglaterra          | NXT                           | Kyle O'Reilly e Roderick Strong representaram a Undisputed Era. | [ 31 ]        |
| 16       | The Undisputed Era (Kyle O'Reilly e Roderick Strong)                           | 2        | 21 de junho de 2018     | 219               | Winter Park, Flórida         | NXT                           | | [ 32 ]        |
| 17       | War Raiders/The Viking Experience/The Viking Raiders (Hanson/Ivar e Rowe/Erik) | 1        | 26 de janeiro de 2019   | 96                | Phoenix, Arizona             | NXT TakeOver: Phoenix         | | [ 33 ]        |
| —        | Vago                                                                           | —        | 1 de maio de 2019       | —                 | Winter Park, Flórida         | NXT                           | O The Viking Raiders abdicaram voluntariamente do título por já não fazerem mais parte do NXT. Transmitido em 17 de maio de 2019. | [ 34 ]        |
| 18       | The Street Profits (Angelo Dawkins e Montez Ford)                              | 1        | 1 de junho de 2019      | 75                | Bridgeport, Connecticut      | NXT TakeOver: XXV             | Derrotaram The Undisputed Era (Bobby Fish e Kyle O'Reilly), The Forgotten Sons (Wesley Blake e Steve Cutler) e Oney Lorcan & Danny Burch em uma luta de escadas pelo título vago. | [ 35 ]        |
| 19       | The Undisputed Era (Bobby Fish (2) e Kyle O'Reilly (3))                        | 3        | 15 de agosto de 2019    | 185               | Winter Park, Flórida         | NXT                           | | [ 36 ]        |
| 20       | The BroserWeights (Matt Riddle e Pete Dunne)                                   | 1        | 16 de fevereiro de 2020 | 1988+             | Portland, Oregon             | NXT TakeOver: Portland        | | [ 37 ]        |
| 21       | Imperium (Fabian Aichner e Marcel Barthel)                                     | 1        | 13 de maio de 2020      | 105               | Winter Park, Flórida         | NXT                           | Derrotaram Matt Riddle e Timothy Thatcher (substituindo Pete Dunne). | [ 38 ]        |
| 22       | Breezango (Fandango e Tyler Breeze)                                            | 1        | 26 de agosto de 2020    | 56                | Winter Park, Flórida         | NXT                           | | [ 39 ]        |
| 23       | Danny Burch e Oney Lorcan                                                      | 1        | 21 de outubro de 2020   | 152               | Orlando, Flórida             | NXT                           | | [ 40 ]        |
| —        | Vago                                                                           | —        | 23 de março de 2021     | —                 | —                            | NXT                           | Vago após Danny Burch sofrer uma lesão no ombro. | [ 41 ] [ 42 ] |
| 24       | MSK (Wes Lee e Nash Carter)                                                    | 1        | 7 de abril de 2021      | 202               | Orlando, Flórida             | TakeOver: Stand & Deliver     | Este foi uma three-way de duplas envolvendo também Grizzled Young Veterans (Zack Gibson e James Drake) e Legado Del Fantasma (Raul Mendoza e Joaquin Wilde) pelos títulos vagos. |               |
| 25       | Imperium (Fabian Aichner e Marcel Barthel)                                     | 2        | 26 de outubro de 2021   | 158               | Orlando, Flórida             | Halloween Havoc               | Este foi uma luta Lumber Jack-O'-Lantern. |               |
| 26       | MSK (Wes Lee e Nash Carter)                                                    | 2        | 2 de abril de 2022      | 6                 | Dallas, Texas                | Stand & Deliver               | Esta foi uma luta triple threat de duplas também envolvendo The Creed Brothers (Brutus Creed e Julius Creed). |               |
| —        | Vago                                                                           | —        | 8 de abril de 2022      | —                 | —                            | —                             | Os títulos ficaram vagos após a demissão de Nash Carter. |               |
| 27       | Pretty Deadly (Elton Prince e Kit Wilson)                                      | 1        | 12 de abril de 2022     | 53                | Orlando, Flórida             | NXT 2.0                       | Foi uma luta gauntlet, envolvendo o Legado Del Fantasma (Joaquin Wilde e Cruz Del Toro), Josh Briggs e Brooks Jensen, Grayson Waller e Sanga e The Creed Brothers (Brutus e Julius Creed), que foram os últimos eliminados para vencer os títulos vagos. | [ 43 ]        |
| 28       | The Creed Brothers (Brutus Creed e Julius Creed)                               | 1        | 4 de junho de 2022      | 92                | Orlando, Flórida             | In Your House                 | Se os Creed Brothers tivessem perdido, teriam que deixar o Diamond Mine. | [ 44 ]        |
| 29       | Pretty Deadly (Elton Prince e Kit Wilson)                                      | 2        | 4 de setembro de 2022   | 97                | Orlando, Flórida             | Worlds Collide                | Foi uma luta fatal four-way de duplas, envolvendo também os campeões de duplas do NXT UK, Brooks Jensen e Josh Briggs e Gallus (Mark Coffey e Wolfgang), para unificar o Campeonato de Duplas do NXT UK com o Campeonato de Duplas do NXT. Pretty Deadly eliminou os Creed Brothers por último e conquistou os dois campeonatos. O Campeonato de Duplas do NXT UK foi aposentado, e Pretty Deadly seguiu como os campeões unificados de duplas do NXT. | [ 45 ]        |
| 30       | The New Day (Kofi Kingston e Xavier Woods)                                     | 1        | 10 de dezembro de 2022  | 56                | Orlando, Flórida             | Deadline                      | | [ 46 ]        |
| 31       | Gallus (Mark Coffey e Wolfgang)                                                | 1        | 4 de fevereiro de 2023  | 176               | Charlotte, Carolina do Norte | Vengeance Day                 | Foi uma luta fatal four-way de duplas, envolvendo também Pretty Deadly (Elton Prince e Kit Wilson) e Chase U (Andre Chase e Duke Hudson). | [ 47 ]        |
| 32       | Tony D'Angelo e Channing "Stacks" Lorenzo                                      | 1        | 30 de junho de 2023     | 86                | Cedar Park, Texas            | The Great American Bash       | | [ 48 ]        |
| 33       | Chase U (Andre Chase e Duke Hudson)                                            | 1        | 24 de outubro de 2023   | 21                | Orlando, Flórida             | NXT: Halloween Havoc Semana 1 | | [ 49 ]        |
| 34       | Tony D'Angelo e Channing "Stacks" Lorenzo                                      | 2        | 14 de novembro de 2023  | 91                | Orlando, Flórida             | NXT                           | | [ 50 ]        |
| 35       | Bron Breakker e Baron Corbin                                                   | 1        | 13 de fevereiro de 2024 | 56                | Orlando, Flórida             | NXT                           | | [ 51 ]        |
| 36       | Nathan Frazer e Axiom                                                          | 1        | 9 de abril de 2024      | 126               | Orlando, Flórida             | NXT                           | | [ 52 ]        |
| 37       | Chase U (Andre Chase e Ridge Holland)                                          | 2 (2, 1) | 13 de agosto de 2024    | 19                | Orlando, Flórida             | NXT                           | Andre Chase anteriormente deteve o título como parte do Chase U, ao lado do membro do grupo Duke Hudson. | [ 53 ]        |
| 38       | Nathan Frazer e Axiom                                                          | 2        | 1 de setembro de 2024   | 230               | Denver, Colorado             | No Mercy                      | | [ 54 ]        |
| 39       | Hank Walker e Tank Ledger                                                      | 1        | 19 de abril de 2025     | 99+               | Paradise, Nevada             | Stand & Deliver               | | [ 55 ]        |

## Lista de reinados combinados

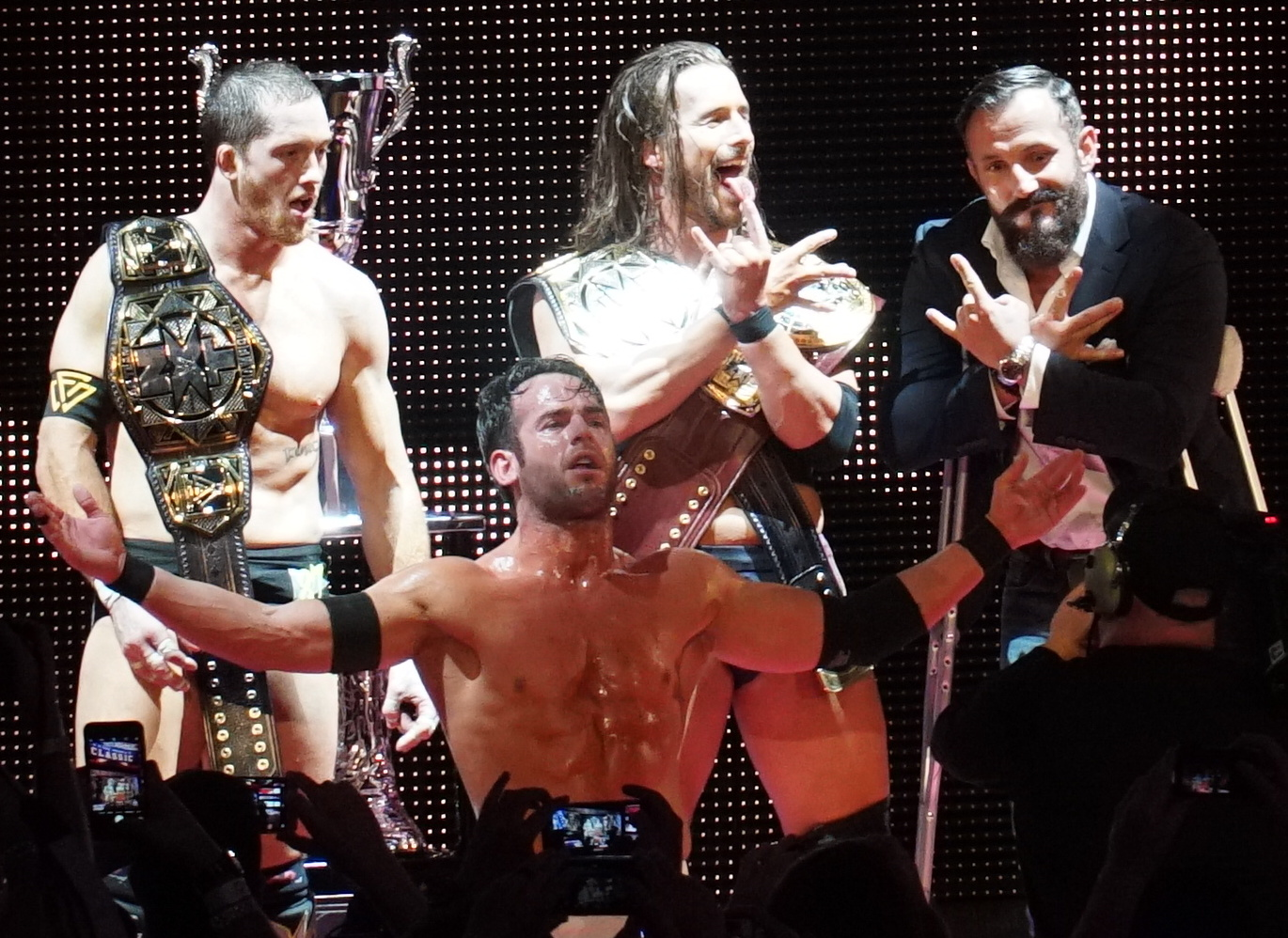
Sob várias formações, a The Undisputed Era (Kyle O'Reilly, Roderick Strong, Adam Cole e Bobby Fish) detém o recorde de mais reinados como equipe com 3 e mais dias combinados como campeões em 606 dias (550 conforme reconhecido pela WWE).

Até 27 de julho de 2025.
| † | Indica os atuais campeões |

### Por dupla

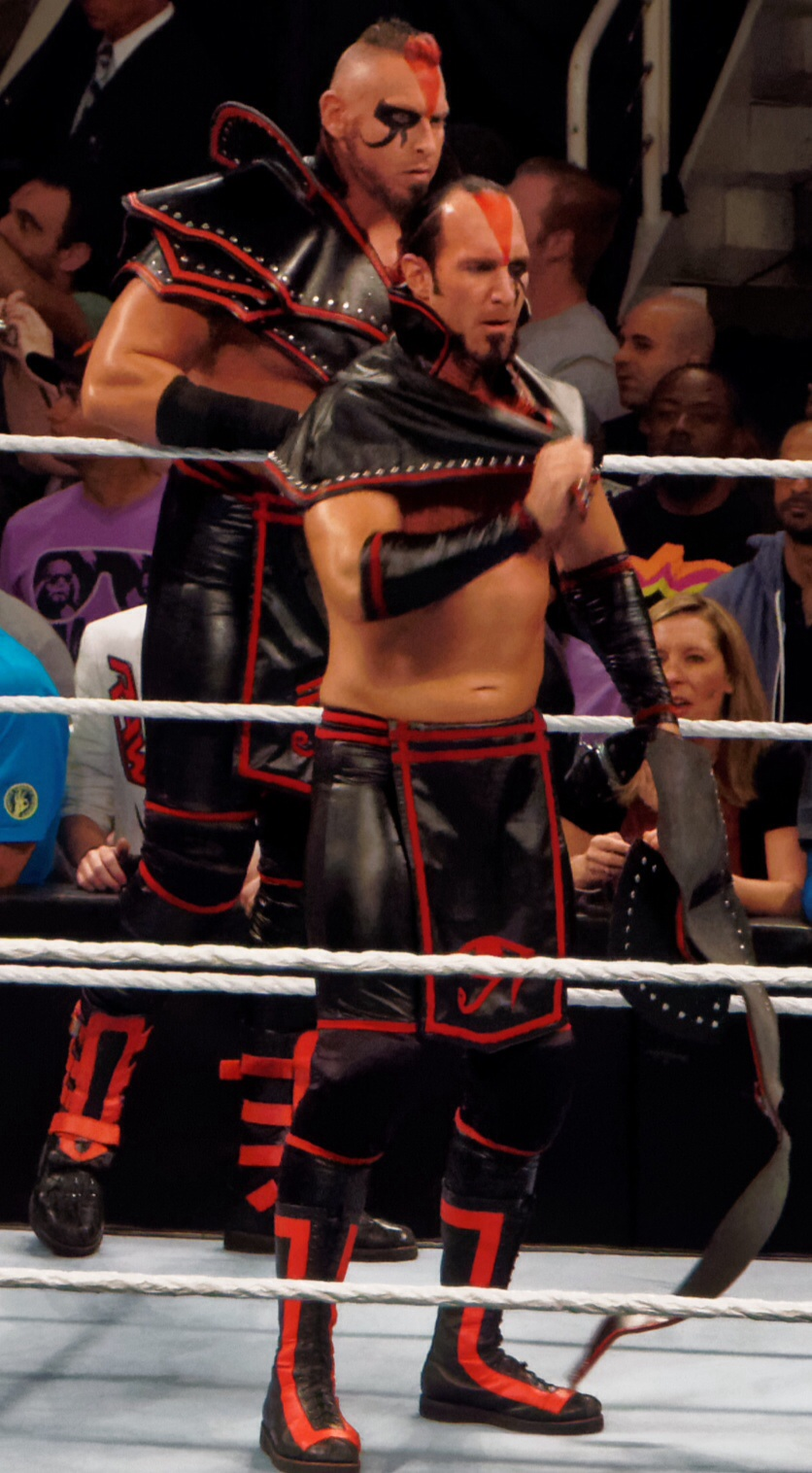
The Ascension (Conor O'Brian e Rick Victor) possui o maior reinado da história do título, com 364 dias.

| Pos. | Nome da dupla (Nome dos lutadores) | Nº de reinados | Dias combinados |
| ---- | --- | -------------- | --------------- |
| 1    | The Undisputed Era (Primeiro reinado: Adam Cole, Bobby Fish, Kyle O'Reilly e Roderick Strong) (Segundo reinado: O'Reilly e Strong) (Terceiro reinado: Fish e O'Reilly) | 3              | 606             |
| 2    | The Ascension (Conor O'Brian/Konnor e Rick Victor/Viktor) | 1              | 364             |
| 3    | Nathan Frazer e Axiom | 2              | 356             |
| 4    | The Revival (Dash Wilder e Scott Dawson) | 2              | 326             |
| 5    | Imperium (Fabian Aichner e Marcel Barthel) | 2              | 263             |
| 6    | Blake e Murphy (Wesley Blake/Blake e Buddy Murphy/Murphy) | 1              | 219             |
| 7    | MSK (Nash Carter e Wes Lee) | 2              | 208             |
| 8    | The Authors of Pain (Akam e Rezar) | 1              | 203             |
| 9    | Tony D'Angelo e Channing "Stacks" Lorenzo | 2              | 177             |
| 10   | Gallus (Mark Coffey e Wolfgang) | 1              | 176             |
| 11   | Danny Burch e Oney Lorcan | 1              | 152             |
| 12   | Pretty Deadly (Elton Prince e Kit Wilson) | 2              | 150             |
| 13   | The Lucha Dragons (Kalisto e Sin Cara) | 1              | 126             |
| 14   | SAnitY (Eric Young, Alexander Wolfe e Killian Dain) | 1              | 102             |
| 15   | Hank e Tank (Hank Walker e Tank Ledger) † | 1              | 99+             |
| 16   | War Raiders/The Viking Experience/The Viking Raiders (Hanson/Ivar e Rowe/Erik)                                                                                         | 1              | 96              |
| 17   | The Creed Brothers (Brutus Creed e Julius Creed) | 1              | 92              |
| 18   | British Ambition (Adrian Neville e Oliver Grey) | 1              | 91              |
| 19   | The BroserWeights (Matt Riddle e Pete Dunne) | 1              | 87              |
| 20   | Adrian Neville e Corey Graves | 1              | 84              |
| 21   | The Street Profits (Angelo Dawkins e Montez Ford) | 1              | 75              |
| 22   | #DIY (Johnny Gargano e Tommaso Ciampa) | 1              | 70              |
| 23   | American Alpha (Chad Gable e Jason Jordan) | 1              | 68              |
| 24   | The Vaudevillains (Aiden English e Simon Gotch) | 1              | 61              |
| 25   | Brezzango | 1              | 56              |
| 25   | The New Day (Kofi Kingston e Kofi Kingston) | 1              | 56              |
| 25   | Bron Breakker e Baron Corbin | 1              | 56              |
| 28   | The Wyatt Family (Luke Harper e Erick Rowan) | 1              | 49              |
| 29   | Chase U (Andre Chase e Duke Hudson) | 1              | 21              |
| 30   | Chase U (Andre Chase e Ridge Holland) | 1              | 19              |
| 31   | Moustache Mountain (Trent Seven e Tyler Bate) | 1              | 2               |

### Por lutador

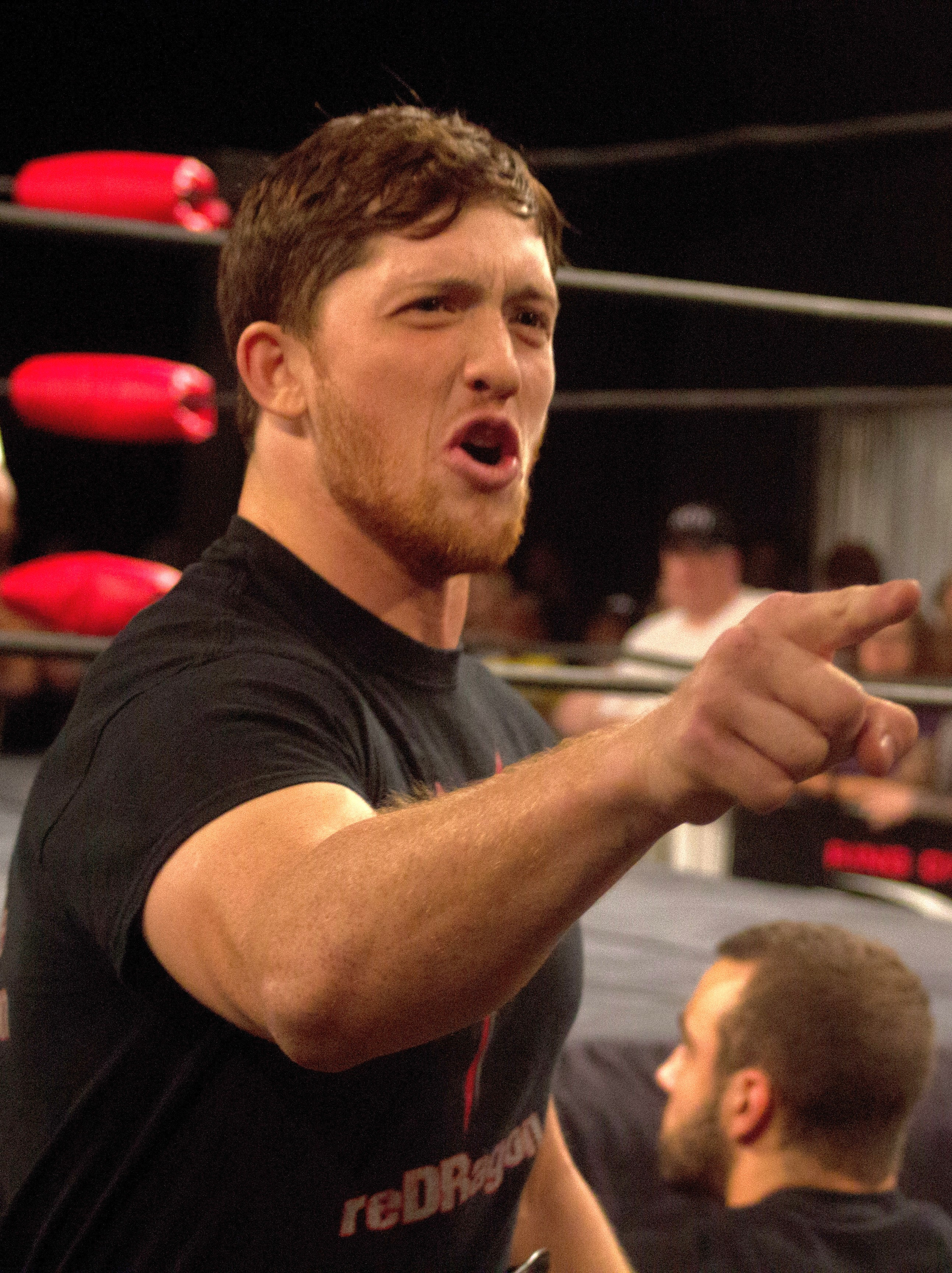
Kyle O'Reilly, recordista de reinados individuais, com três.

| Pos. | Lutador                   | Nº de reinados | Dias combinados |     |
| ---- | ------------------------- | -------------- | --------------- | --- |
| 1    | Kyle O'Reilly             | 3              | 550             |     |
| 2    | Bobby Fish                | 2              | 387             |     |
| 3    | Conor O'Brian/Konnor      | 1              | 364             |     |
| 3    | Rick Victor/Viktor        | 1              | 364             |     |
| 5    | Axiom                     | 2              | 356             | 356 |
| 5    | Nathan Frazer             | 2              | 356             | 356 |
| 7    | Dash Wilder               | 2              | 326             |     |
| 7    | Scott Dawson              | 2              | 326             |     |
| 9    | Roderick Strong           | 2              | 288             |     |
| 10   | Fabian Aichner            | 2              | 263             |     |
| 10   | Marcel Barthel            | 2              | 263             |     |
| 12   | Wesley Blake/Blake        | 1              | 219             |     |
| 12   | Buddy Murphy/Murphy       | 1              | 219             |     |
| 14   | Nash Carter               | 2              | 208             |     |
| 14   | Wes Lee                   | 2              | 208             |     |
| 16   | Akam                      | 1              | 203             |     |
| 16   | Rezar                     | 1              | 203             |     |
| 18   | Tony D'Angelo             | 2              | 177             |     |
| 18   | Channing "Stacks" Lorenzo | 2              | 177             |     |
| 20   | Mark Coffey               | 1              | 176             |     |
| 20   | Wolfgang                  | 1              | 176             |     |
| 22   | Adrian Neville            | 2              | 175             |     |
| 23   | Danny Burch               | 1              | 152             |     |
| 23   | Oney Lorcan               | 1              | 152             |     |
| 25   | Elton Prince              | 2              | 150             |     |
| 25   | Kit Wilson                | 2              | 150             |     |
| 27   | Kalisto                   | 1              | 126             |     |
| 27   | Sin Cara                  | 1              | 126             |     |
| 29   | Alexander Wolfe           | 1              | 102             |     |
| 29   | Eric Young                | 1              | 102             |     |
| 31   | Hank Walker †             | 1              | 99+             | 99+ |
| 31   | Tank Ledger †             | 1              | 99+             | 99+ |
| 33   | Hanson/Ivar               | 1              | 95              |     |
| 33   | Rowe/Erik                 | 1              | 95              |     |
| 35   | Brutus Creed              | 1              | 92              |     |
| 35   | Julius Creed              | 1              | 92              |     |
| 37   | Oliver Grey               | 1              | 91              |     |
| 38   | Pete Dunne                | 1              | 87              |     |
| 38   | Matt Riddle               | 1              | 87              |     |
| 40   | Corey Graves              | 1              | 84              |     |
| 41   | Angelo Dawkins            | 1              | 75              |     |
| 41   | Montez Ford               | 1              | 75              |     |
| 43   | Johnny Gargano            | 1              | 70              |     |
| 43   | Tommaso Ciampa            | 1              | 70              |     |
| 45   | Chad Gable                | 1              | 68              |     |
| 45   | Jason Jordan              | 1              | 68              |     |
| 47   | Aiden English             | 1              | 61              |     |
| 47   | Simon Gotch               | 1              | 61              |     |
| 49   | Fandango                  | 1              | 56              |     |
| 49   | Tyler Breeze              | 1              | 56              |     |
| 49   | Kofi Kingston             | 1              | 56              |     |
| 49   | Xavier Woods              | 1              | 56              |     |
| 49   | Bron Breakker             | 1              | 56              |     |
| 49   | Baron Corbin              | 1              | 56              |     |
| 55   | Erick Rowan               | 1              | 49              |     |
| 55   | Luke Harper               | 1              | 49              |     |
| 57   | Andre Chase               | 2              | 40              |     |
| 58   | Duke Hudson               | 1              | 21              |     |
| 59   | Ridge Holland             | 1              | 19              |     |
| 60   | Adam Cole                 | 1              | 4               |     |
| 61   | Trent Seven               | 1              | 2               |     |
| 61   | Tyler Bate                | 1              | 2               |     |